# Alu (mitologia)
Alu è un demone della mitologia assira. Fa parte degli Utukku vendicativi e malvagi. 
Il suo nome è la traduzione del sumero "Gallu" (tempesta) e deriva il suo appellativo dalla tempesta portata dal vento del Sud.
Pamela Allardice riporta come tali demoni fossero più temuti della morte stessa e li descrive come orribili spettri con le sembianze di uomini lebbrosi, talvolta privi di un arto. Secondo Stephen Hubert Langdon sono creature notturne e androgine che, in maniera affine agli incubi disturbano i sogni delle loro vittime e ne possono provocare la morte mozzando loro il respiro.
Lo scrittore Siegmund Hurwitz ricollega la sua figura a quella di Lilith in quanto Alu sarebbe stato in origine un demone asessuato, che prese poi attributi femminili per diventare infine un demone maschile. Era descritto come per metà umano e per metà diavolo e riconducibile all'ebraico Ailo che, a seconda delle tradizioni, sarebbe una figlia di Lilith o Lilith stessa con uno dei suoi segreti nomi. Anche dal nome "Gallu" (in qualche modo corrispondente sumero di Alu) deriverebbe inoltre, passando attraverso l'ebraico, uno dei nomi segreti di Lilith: Gilu.
Altre fonti parlano degli Alu come di esseri per metà umani e per metà animali che circolavano per le strade nascondendosi negli angoli bui o deserti.
Alu era anche il nome del toro celestiale creato dal dio Anu per vendicare sua figlia Ishtar, che si offri in sposa a Gilgamesh ed offesa dal suo rifiuto chiese al padre di punirlo; ma Gilgamesh uccise la bestia con l'aiuto di Eabani.